# LAPONE GIRLS
株式会社LAPONE GIRLS（ラポネガールズ、英: LAPONE GIRLS Co., Ltd.）は、日本の芸能プロダクションおよびレコードレーベル。LAPONEエンタテインメントのガールズグループ部門である。

## 歴史

### 2023年
- 12月16日 - オーディション番組『PRODUCE 101 JAPAN THE GIRLS』を通じて『ME:I（ミーアイ）』が結成、それに伴い、LAPONEエンタテインメントは、ME:Iとともに新たなプロジェクト『LAPONE GIRLS PROJECT（仮称）』を立ち上げることを発表[1]。

### 2024年
- LAPONE GIRLSは、2月8日にLAPONEエンタテインメントの完全子会社として設立された（公式発表は2月15日）[2]。LAPONEエンタテインメントと同じく、崔信化（チェ・シンファ）が代表取締役。同社は、アーティストのマネジメント、放送プログラム、テレビ・ラジオ番組、配信番組コンテンツ、コマーシャルフィルム、コマーシャルソング等の各種映像物・録音物の企画、制作、配給、販売、請負ならびに版権事業を専門としている。LAPONE GIRLSは、LAPONEエンタテインメントで培ってきたノウハウを活かしながら、所属のガールズグループを専門的に育成し、グローバルで活躍できるようサポートしている[3]。また、ME:Iとの専属契約を発表、公式YouTubeチャンネル及び公式Xを開設。
- 3月29日 - 『PRODUCE 101 JAPAN THE GIRLS』のファイナリストであった会田凛、釼持菜乃、田中優希、坂口梨乃の計4名がLAPONE GIRLSと専属契約を結び、所属したことを発表[4]。
- 4月17日 - ME:IがCDシングル『MIRAI』でデビュー[5]。
- 4月25日 - 会田凛、釼持菜乃、田中優希、坂口梨乃の4名によるグループ『IS:SUE（イッシュ）』の結成を発表[6]。
- 6月19日 - IS:SUEがCDシングル『1st IS:SUE』でデビュー[6]。

### 2025年
- 1月27日 - 2月2日、JO1・INI・ME:I・DXTEEN・IS:SUEの合同ライブ『LAPOSTA 2025 Supported by docomo』を開催、うち1月31日 - 2月2日に東京ドーム公演を3公演開催[7]。

## 所属
アーティスト
- ME:I
  - COCORO（加藤心）(活動休止中)
  - MIU（櫻井美羽）
  - MOMONA（笠原桃奈）
  - RAN（石井蘭）（活動休止中）
  - SHIZUKU（飯田栞月）
  - AYANE（高見文寧）
  - KEIKO（清水恵子）
  - KOKONA（佐々木心菜）
  - RINON（村上璃杏）
  - SUZU（山本すず）
  - TSUZUMI（海老原鼓）(長期活動休止中)

- IS:SUE
  - NANO（釼持菜乃）
  - RINO（坂口梨乃）
  - YUUKI（田中優希）
  - RIN（会田凛）(活動休止中)